# Världsmästerskapen i kortbanesimning 2006
Världsmästerskapen i kortbanesimning 2006 avgjordes i Shanghai, Kina 5-9 april 2006. Under tävlingarna slogs 4 världsrekord och ytterligare 12 mästerskapsrekord.

## Medaljsummering

### Herrar
| Gren            | Guld                                                                  | Guld                                                                  | Silver                                                  | Silver                                                  | Brons                                                     | Brons                                                     |
| --------------- | --------------------------------------------------------------------- | --------------------------------------------------------------------- | ------------------------------------------------------- | ------------------------------------------------------- | --------------------------------------------------------- | --------------------------------------------------------- |
| 50 m frisim     | Duje Draganja                                                         | Kroatien                                                              | Cullen Jones                                            | USA                                                     | Oleksandr Volynets Nicholas Brunelli                      | Ukraina USA                                               |
| 100 m frisim    | Ryk Neethling                                                         | Sydafrika                                                             | Filippo Magnini                                         | Italien                                                 | José Meolans                                              | Argentina                                                 |
| 200 m frisim    | Ryk Neethling                                                         | Sydafrika                                                             | Filippo Magnini                                         | Italien                                                 | Massimiliano Rosolino                                     | Italien                                                   |
| 400 m frisim    | Jurij Prilukov                                                        | Ryssland                                                              | Tae Hwan Park                                           | Sydkorea                                                | Massimiliano Rosolino                                     | Italien                                                   |
| 1500 m frisim   | Jurij Prilukov                                                        | Ryssland                                                              | Tae Hwan Park                                           | Sydkorea                                                | Zhang Lin                                                 | Kina                                                      |
| 50 m bröstsim   | Oleg Lisogor                                                          | Ukraina                                                               | Alessandro Terrin                                       | Italien                                                 | Christopher Cook                                          | Storbritannien                                            |
| 100 m bröstsim  | Oleg Lisogor                                                          | Ukraina                                                               | Brenton Rickard                                         | Australien                                              | Alexander Dale Oen                                        | Norge                                                     |
| 200 m bröstsim  | Vladislav Poljakov                                                    | Kazakstan                                                             | Brenton Rickard                                         | Australien                                              | Jevgenij Ryzjkov                                          | Kazakstan                                                 |
| 50 m ryggsim    | Matthew Welsh                                                         | Australien                                                            | Thomas Rupprath                                         | Tyskland                                                | Helge Meeuw                                               | Tyskland                                                  |
| 100 m ryggsim   | Matthew Welsh                                                         | Australien                                                            | Markus Rogan                                            | Österrike                                               | Randall Bal Helge Meeuw                                   | USA Tyskland                                              |
| 200 m ryggsim   | Ryan Lochte                                                           | USA                                                                   | Markus Rogan                                            | Österrike                                               | Matthew Welsh                                             | Australien                                                |
| 50 m fjärilsim  | Matthew Welsh                                                         | Australien                                                            | Sergiy Breus                                            | Ukraina                                                 | Kaio Almeida                                              | Brasilien                                                 |
| 100 m fjärilsim | Kaio Almeida                                                          | Brasilien                                                             | Albert Subirats                                         | Venezuela                                               | Jayme Cramer                                              | USA                                                       |
| 200 m fjärilsim | Wu Peng                                                               | Kina                                                                  | Moss Burmester                                          | Nya Zeeland                                             | Nikolaj Skvortsov                                         | Ryssland                                                  |
| 100 m medley    | Ryk Neethling                                                         | Sydafrika                                                             | Peter Mankoč                                            | Slovenien                                               | Stefan Nystrand                                           | Sverige                                                   |
| 200 m medley    | Ryan Lochte                                                           | USA                                                                   | Markus Rogan                                            | Österrike                                               | Igor Berezutskij                                          | Ryssland                                                  |
| 400 m medley    | Ryan Lochte                                                           | USA                                                                   | Luca Marin                                              | Italien                                                 | Igor Berezutskij                                          | Ryssland                                                  |
| 4x100 m frisim  | Italien                                                               | Italien                                                               | Sverige                                                 | Sverige                                                 | USA                                                       | USA                                                       |
| 4x100 m frisim  | Alessandro Calvi Klaus Lanzarini Christian Galenda Filippo Magnini    | Alessandro Calvi Klaus Lanzarini Christian Galenda Filippo Magnini    | Marcus Piehl Lars Frölander Jonas Tilly Stefan Nystrand | Marcus Piehl Lars Frölander Jonas Tilly Stefan Nystrand | Nicholas Brunelli Ryan Lochte Matthew Grevers Jason Lezak | Nicholas Brunelli Ryan Lochte Matthew Grevers Jason Lezak |
| 4x200 m frisim  | Italien                                                               | Italien                                                               | Australien                                              | Australien                                              | USA                                                       | USA                                                       |
| 4x200 m frisim  | Massimiliano Rosolino Matteo Pellieiari Nicola Cassio Filippo Magnini | Massimiliano Rosolino Matteo Pellieiari Nicola Cassio Filippo Magnini | Andrew Mewing Louis Paul Grant Brits Nicolas Ffrost     | Andrew Mewing Louis Paul Grant Brits Nicolas Ffrost     | Ryan Lochte Nicholas Brunelli Jayme Cramer Larsen Jensen  | Ryan Lochte Nicholas Brunelli Jayme Cramer Larsen Jensen  |
| 4x100 m medley  | Australien                                                            | Australien                                                            | USA                                                     | USA                                                     | Ukraina                                                   | Ukraina                                                   |
| 4x100 m medley  | Matthew Welsh Brenton Rickard Adam Pine Ashley Callus                 | Matthew Welsh Brenton Rickard Adam Pine Ashley Callus                 | Ryan Lochte Scott Usher Jayme Cramer Nicholas Brunelli  | Ryan Lochte Scott Usher Jayme Cramer Nicholas Brunelli  | Andriy Oleynyk Oleg Lisogor Sergiy Advena Andriy Serdinov | Andriy Oleynyk Oleg Lisogor Sergiy Advena Andriy Serdinov |

### Damer
| Gren            | Guld                                                           | Guld                                                           | Silver                                                     | Silver                                                     | Brons                                                                 | Brons                                                                 |
| --------------- | -------------------------------------------------------------- | -------------------------------------------------------------- | ---------------------------------------------------------- | ---------------------------------------------------------- | --------------------------------------------------------------------- | --------------------------------------------------------------------- |
| 50 m frisim     | Lisbeth Lenton                                                 | Australien                                                     | Therese Alshammar                                          | Sverige                                                    | Marleen Veldhuis                                                      | Nederländerna                                                         |
| 100 m frisim    | Lisbeth Lenton                                                 | Australien                                                     | Marleen Veldhuis                                           | Nederländerna                                              | Maritza Correia                                                       | USA                                                                   |
| 200 m frisim    | Yang Yu                                                        | Kina                                                           | Federica Pellegrini                                        | Italien                                                    | Annika Liebs                                                          | Tyskland                                                              |
| 400 m frisim    | Kate Ziegler                                                   | USA                                                            | Bronte Barratt                                             | Australien                                                 | Federica Pellegrini                                                   | Italien                                                               |
| 800 m frisim    | Anastasia Ivanenko                                             | Ryssland                                                       | Kate Ziegler                                               | USA                                                        | Rebecca Cooke                                                         | Storbritannien                                                        |
| 50 m bröstsim   | Jade Edmistone                                                 | Australien                                                     | Brooke Hanson                                              | Australien                                                 | Jessica Hardy                                                         | USA                                                                   |
| 100 m bröstsim  | Tara Kirk                                                      | USA                                                            | Suzaan Van Biljon                                          | Sydafrika                                                  | Jade Edmistone                                                        | Australien                                                            |
| 200 m bröstsim  | Qi Hui                                                         | Kina                                                           | Tara Kirk                                                  | USA                                                        | Luo Nan                                                               | Kina                                                                  |
| 50 m ryggsim    | Janine Pietsch                                                 | Tyskland                                                       | Tayliah Zimmer                                             | Australien                                                 | Gao Chang                                                             | Kina                                                                  |
| 100 m ryggsim   | Janine Pietsch                                                 | Tyskland                                                       | Tayliah Zimmer                                             | Australien                                                 | Gao Chang                                                             | Kina                                                                  |
| 200 m ryggsim   | Margaret Hoelzer                                               | USA                                                            | Tayliah Zimmer                                             | Australien                                                 | Hannah McLean                                                         | Nya Zeeland                                                           |
| 50 m fjärilsim  | Therese Alshammar                                              | Sverige                                                        | Fabienne Nadarajah                                         | Österrike                                                  | Anna-Karin Kammerling                                                 | Sverige                                                               |
| 100 m fjärilsim | Lisbeth Lenton                                                 | Australien                                                     | Rachel Komisarz                                            | USA                                                        | Jessicah Schipper                                                     | Australien                                                            |
| 200 m fjärilsim | Jessicah Schipper                                              | Australien                                                     | Francesca Segat                                            | Italien                                                    | Yang Yu                                                               | Kina                                                                  |
| 100 m medley    | Brooke Hanson                                                  | Australien                                                     | Hanna-Maria Seppälä                                        | Finland                                                    | Martina Moravcová                                                     | Slovakien                                                             |
| 200 m medley    | Qi Hui                                                         | Kina                                                           | Kaitlin Sandeno                                            | USA                                                        | Lara Carroll                                                          | Australien                                                            |
| 400 m medley    | Qi Hui                                                         | Kina                                                           | Alessia Filippi                                            | Italien                                                    | Anastasija Ivanenko                                                   | Ryssland                                                              |
| 4x100 m frisim  | Nederländerna                                                  | Nederländerna                                                  | Australien                                                 | Australien                                                 | Sverige                                                               | Sverige                                                               |
| 4x100 m frisim  | Inge Dekker Hinkelien Schreuder Chantal Groot Marleen Veldhuis | Inge Dekker Hinkelien Schreuder Chantal Groot Marleen Veldhuis | Shayne Reese Sophie Edington Danni Miatke Lisbeth Lenton   | Shayne Reese Sophie Edington Danni Miatke Lisbeth Lenton   | Josefin Lillhage Therese Alshammar Anna-Karin Kammerling Ida Mattsson | Josefin Lillhage Therese Alshammar Anna-Karin Kammerling Ida Mattsson |
| 4x200 m frisim  | Australien                                                     | Australien                                                     | Kina                                                       | Kina                                                       | USA                                                                   | USA                                                                   |
| 4x200 m frisim  | Bronte Barratt Jessicah Schipper Shayne Reese Lisbeth Lenton   | Bronte Barratt Jessicah Schipper Shayne Reese Lisbeth Lenton   | Pang Jia-Ying Tang Jingzhi Xu Yan-Wei Yang Yu              | Pang Jia-Ying Tang Jingzhi Xu Yan-Wei Yang Yu              | Kate Ziegler Rachel Komisarz Amanda Weir Kaitlin Sandeno              | Kate Ziegler Rachel Komisarz Amanda Weir Kaitlin Sandeno              |
| 4x100 m medley  | Australien                                                     | Australien                                                     | USA                                                        | USA                                                        | Kina                                                                  | Kina                                                                  |
| 4x100 m medley  | Tayliah Zimmer Jade Edmistone Jessicah Schipper Lisbeth Lenton | Tayliah Zimmer Jade Edmistone Jessicah Schipper Lisbeth Lenton | Margaret Hoelzer Tara Kirk Rachel Komisarz Maritza Correia | Margaret Hoelzer Tara Kirk Rachel Komisarz Maritza Correia | Gao Chang Luo Nan Zhou Ya-Fei Xu Yan-Wei                              | Gao Chang Luo Nan Zhou Ya-Fei Xu Yan-Wei                              |